# The Who Tour 1979
The Who Tour 1979 fue una gira mundial de la banda británica The Who durante 1979.

## Miembros de la banda
- Roger Daltrey – voz, armónica
- Pete Townshend – guitarra, voz, bajo
- John Entwistle – bajo, voz
- Kenney Jones – batería

Músicos adicionales
- John "Rabbit" Bundrick – teclado, piano, voz
- Howie Casey – saxo (1979)
- Dick Parry – saxo (1979)
- Reg Brooks – trombón
- Dave Caswell – trompeta

## Lista de canciones
1. "Substitute"
2. "I Can't Explain"
3. "Baba O'Riley"
4. "The Punk and the Godfather"
5. "Boris the Spider" (John Entwistle)
6. "Sister Disco"
7. "Music Must Change"
8. "Behind Blue Eyes"
9. "Dreaming from the Waist" (dropped after 18 August)
10. "Pinball Wizard"
11. "See Me, Feel Me"
12. "Long Live Rock" (not played on 1 September)
13. "Bargain" (dropped after 8 June)
14. "Who Are You"
15. "My Generation"
16. "Join Together"
17. "My Generation Blues" (dropped after 9 June)
18. "Magic Bus"
19. "Keyboard Bridge" (Townshend and John Bundrick; dropped after 18 August)
20. "Won't Get Fooled Again"

1. "Substitute"
2. "I Can't Explain"
3. "Baba O'Riley"
4. "The Punk and the Godfather"
5. "Boris the Spider" (John Entwistle)
6. "Sister Disco"
7. "Behind Blue Eyes"
8. "Music Must Change"
9. "Drowned"
10. "Who Are You"
11. "5.15"
12. "Pinball Wizard"
13. "See Me, Feel Me"
14. "Long Live Rock"
15. "My Generation"
16. "Let's See Action" (only on 14 September)
17. "Blue Black White" (dropped after 16 September)
18. "Join Together" (dropped after 14 September)
19. "Magic Bus"
20. "Won't Get Fooled Again"

1. "Substitute"
2. "I Can't Explain"
3. "Baba O'Riley"
4. "The Punk and the Godfather"
5. "My Wife" (John Entwistle)
6. "Sister Disco"
7. "Behind Blue Eyes"
8. "Music Must Change"
9. "Drowned"
10. "Who Are You"
11. "5.15"
12. "Pinball Wizard"
13. "See Me, Feel Me"
14. "Long Live Rock"
15. "My Generation"
16. "I Can See for Miles"
17. "Sparks"
18. "Won't Get Fooled Again"

## Fechas de la gira
| Fecha                    | Ciudad                     | País          | Lugar                                        |
| Europa                   | Europa                     | Europa        | Europa                                       |
| ------------------------ | -------------------------- | ------------- | -------------------------------------------- |
| 2 de mayo de 1979        | London                     | England       | Rainbow Theatre                              |
| 12 de mayo de 1979       | Fréjus                     | France        | Arenes de Frejus                             |
| 13 de mayo de 1979       | Fréjus                     | France        | Arenes de Frejus                             |
| 16 de mayo de 1979       | Paris                      | France        | Pavilion                                     |
| 17 de mayo de 1979       | Paris                      | France        | Pavilion                                     |
| 8 de junio de 1979       | Glasgow                    | Scotland      | Apollo Theatre                               |
| 9 de junio de 1979       | Edinburgh                  | Scotland      | Odeon Theatre                                |
| 18 de agosto de 1979     | London                     | England       | Wembley Stadium                              |
| 1 de septiembre de 1979  | Nuremberg                  | Germany       | Zeppelinfeld                                 |
| Norteamérica             |                            |               |                                              |
| 10 de septiembre de 1979 | Passaic, New Jersey        | United States | Capitol Theatre                              |
| 11 de septiembre de 1979 | Passaic, New Jersey        | United States | Capitol Theatre                              |
| 13 de septiembre de 1979 | New York City              | United States | Madison Square Garden                        |
| 14 de septiembre de 1979 | New York City              | United States | Madison Square Garden                        |
| 16 de septiembre de 1979 | New York City              | United States | Madison Square Garden                        |
| 17 de septiembre de 1979 | New York City              | United States | Madison Square Garden                        |
| 18 de septiembre de 1979 | New York City              | United States | Madison Square Garden                        |
| Europa                   |                            |               |                                              |
| 10 de noviembre de 1979  | Brighton                   | England       | Brighton Centre                              |
| 11 de noviembre de 1979  | Brighton                   | England       | Brighton Centre                              |
| 16 de noviembre de 1979  | Stafford                   | England       | New Bingley Hall                             |
| 17 de noviembre de 1979  | Stafford                   | England       | New Bingley Hall                             |
| Norteamérica             |                            |               |                                              |
| 30 de noviembre de 1979  | Detroit, Míchigan          | United States | Masonic Temple Auditorium                    |
| 2 de diciembre de 1979   | Pittsburgh, Pennsylvania   | United States | Civic Arena                                  |
| 3 de diciembre de 1979   | Cincinnati, Ohio           | United States | Riverfront Coliseum (11 personas fallecidas) |
| 4 de diciembre de 1979   | Buffalo, New York          | United States | Buffalo Memorial Auditorium                  |
| 6 de diciembre de 1979   | Richfield, Ohio            | United States | Richfield Coliseum                           |
| 7 de diciembre de 1979   | Pontiac, Míchigan          | United States | Pontiac Silverdome                           |
| 8 de diciembre de 1979   | Chicago, Illinois          | United States | International Amphitheatre                   |
| 10 de diciembre de 1979  | Philadelphia, Pennsylvania | United States | The Spectrum                                 |
| 11 de diciembre de 1979  | Philadelphia, Pennsylvania | United States | The Spectrum                                 |
| 13 de diciembre de 1979  | Landover, Maryland         | United States | Capital Centre                               |
| 15 de diciembre de 1979  | New Haven, Connecticut     | United States | Memorial Coliseum                            |
| 16 de diciembre de 1979  | Boston, Massachusetts      | United States | Boston Garden                                |
| 17 de diciembre de 1979  | Landover, Maryland         | United States | Capital Centre                               |
| Kampuchea                |                            |               |                                              |
| 28 de diciembre de 1979  | London                     | England       | Hammersmith Odeon                            |